# دون سافاج
دون سافاج (بالإنجليزية: Don Savage)‏ هو لاعب كرة قاعدة أمريكي، ولد في 25 مارس 1919 في Bloomfield, New Jersey ‏ في الولايات المتحدة، وتوفي في 25 ديسمبر 1961 في مونتكلير ‏ في الولايات المتحدة.

## وصلات خارجية
- دون سافاج على موقعبيزبول رفرنس.كوم (الدوري الرئيسي) (الإنجليزية)
- دون سافاج على موقع جمعية أبحاث البيسبول الأمريكية (الإنجليزية)